# 웻웨어
웻웨어(wetware)는 컴퓨터의 하드웨어와 소프트웨어를 사람의 두뇌에 빗대어 표현한 것으로 메타웨어(meatware), 라이브웨어(liveware), 또 줄여서 pebkac(의자와 키보드 사이의 존재)라고 표현하기도 한다.
마음이 있는 하드웨어와 소프트웨어가 포함된 웨어(ware), 하드웨어 또는 소프트웨어를 생산해 내는 추상적인 것을 웻웨어라고 한다.

## 같이 보기
- 바이오펑크
- 뇌-컴퓨터 인터페이스
- 사이버네틱스
- 심리철학